# شوالیه قرمزپوش
شوالیه قرمزپوش یکی از شخصیت‌های رمان‌های آرتوری می‌باشد که در کتاب پرسیوال اثر شاعر فرانسوی قرن دوازدهمی, کرتین دو تروا و پارزیفال, اثر شاعر آلمانی قرن سیزدهمی, وولفرام فون اشنباخ آمده است.

## شوالیه قرمزپوش و پرسیوال
پرسیوال یکی از معروف‌ترین شوالیه‌های میزگرد شاه آرتور می‌باشد ولی در ابتدای ورود به دربار آرتور ریشخند می‌شد و آرتور به او اعتنایی نمی‌کرد. پرسیوال برای این که شایستگی خود را اثبات کند, شخصی به نام شوالیه قرمزپوش که به شاه و ملکه اهانت کرده بود و همچنین کلاه شاه آرتور را دزدیده بود, می‌کشد. پس از این واقعه آرتور, خود شخص پرسیوال را شوالیه قرمزپوش می‌کند اما با این وجود پرسیوال که به دنبال ماجراجویی و جهانگردی بود, دربار را ترک می‌کند.